# Ґазаванд
Ґазаванд (перс. گزاوند) — село в Ірані, у дегестані Рудбар, в Центральному бахші, шагрестані Тафреш остану Марказі. За даними перепису 2006 року, його населення становило 205 осіб, що проживали у складі 51 сім'ї.

## Клімат
Середня річна температура становить 11,72°C, середня максимальна – 31,32°C, а середня мінімальна – -10,78°C. Середня річна кількість опадів – 263 мм.
| Клімат поселення                              | Клімат поселення | Клімат поселення | Клімат поселення | Клімат поселення | Клімат поселення | Клімат поселення | Клімат поселення | Клімат поселення | Клімат поселення | Клімат поселення | Клімат поселення | Клімат поселення | Клімат поселення |
| Показник                                      | Січ.             | Лют.             | Бер.             | Квіт.            | Трав.            | Черв.            | Лип.             | Серп.            | Вер.             | Жовт.            | Лист.            | Груд.            |                  |
| Середній максимум, °C                         | 6,08             | 7,74             | 13,08            | 19,04            | 23,74            | 30,04            | 31,32            | 30,33            | 25,83            | 19,82            | 12,78            | 7,05             |                  |
| Середня температура, °C                       | −2,34            | −0,7             | 4,66             | 10,59            | 15,29            | 21,60            | 25,40            | 24,41            | 19,92            | 13,90            | 6,84             | 1,12             |                  |
| Середній мінімум, °C                          | −10,78           | −9,14            | −3,78            | 2,16             | 6,86             | 13,17            | 19,48            | 18,47            | 13,99            | 7,96             | 0,92             | −4,79            |                  |
| Норма опадів, мм                              | 36               | 35               | 48               | 38               | 31               | 5                | 1                | 1                | 0                | 11               | 22               | 35               |                  |
| Середньомісячна швидкість вітру, м/с          | 1.97             | 2.48             | 3.17             | 3.23             | 2.60             | 2.58             | 2.76             | 2.43             | 2.21             | 2.16             | 1.79             | 1.83             |                  |
| Середньомісячна сонячна радіація, кДж/м²·день | 8683             | 11640            | 14298            | 17924            | 22109            | 26665            | 26063            | 23754            | 20379            | 14777            | 10628            | 8552             |                  |
| --------------------------------------------- | ---------------- | ---------------- | ---------------- | ---------------- | ---------------- | ---------------- | ---------------- | ---------------- | ---------------- | ---------------- | ---------------- | ---------------- | ---------------- |
| Джерело:                                      |                  |                  |                  |                  |                  |                  |                  |                  |                  |                  |                  |                  |                  |